# Juste de Novalaise
 (août 2024).
Si vous disposez d'ouvrages ou d'articles de référence ou si vous connaissez des sites web de qualité traitant du thème abordé ici, merci de compléter l'article en donnant les références utiles à sa vérifiabilité et en les liant à la section « Notes et références ».
Juste de Novalaise, ou Juste de Suse (IXe siècle – Oulx, 19 octobre 906), fut un moine de l'Abbaye de Novalaise, martyr à Oulx avec son confrère Flavien, victimes des incursions des Sarrasins. Il est vénéré comme saint par l'Église catholique et est célébré le 19 octobre.

## Biographie
Juste, un vieux moine de l'abbaye de Novalaise, choisit de rester avec Flavien pour protéger le monastère menacé par les Sarrasins en provenance de Provence. Tandis que l'abbé et les autres frères se réfugièrent à Turin, Juste et Flavien continuèrent à gérer les biens de l'abbaye et à assurer les soins religieux de la population locale.
Lorsque les Sarrasins arrivèrent, Juste et Flavien se réfugièrent d'abord à Beaulard. Cependant, en apprenant le martyre des chrétiens d'Oulx aux mains des infidèles, ils décidèrent de s'y rendre pour y subir eux-mêmes le martyre.

## Culte
Par la suite, en 1027, après la découverte miraculeuse des corps des martyrs, les reliques de Saint Juste furent transférées d'Oulx à la cathédrale de Suse, récemment fondée par Oldéric-Manfred II d'Oriate.
La fête de Saint Juste est célébrée le 19 octobre.
Saint Juste de Novalaise est le principal patron du diocèse de Suse ; la cathédrale de Suse lui est dédiée. Il est également le saint patron de San Giusto Canavese, Ronco Canavese et Mentoulles.